# Hệ thống nhà tù bí mật của Mỹ

Các quốc gia hợp tác với Cơ quan Tình báo Trung ương trong Chương trình Dẫn độ và Giam cầm Đặc biệt, theo bản báo cáo về tra tấn năm 2013 của Open Society Foundations.

Trong cuộc Chiến tranh chống khủng bố, Cơ quan Tình báo Trung ương (CIA) của Hoa Kỳ từng điều hành một hệ thống nhà tù bí mật, còn gọi là khu vực đen (tiếng Anh: black site), ở ngoài lãnh thổ và cơ cấu tòa án thường dân của nước Mỹ để cầm giữ những chiến đấu viên bất hợp pháp.
Sự tồn tại của hệ thống khu vực đen vốn từng được đề cập đến trên tờ The Washington Post vào tháng 11 năm 2005 và về trước bởi các tổ chức phi chính phủ trong lĩnh vực nhân quyền. Về sau, Tổng thống Hoa Kỳ George W. Bush xác nhận hệ thống này trong một bài phát biểu ngày 6 tháng 9 năm 2006.
Nhiều quốc gia châu Âu đã bác bỏ việc họ cho phép đặc các nhà tù bí mật để giam các nghi phạm khủng bố hay hợp tác với Hoa Kỳ trong chương trình này. Không một quốc gia nào thừa nhận việc có nhà tù bí mật trên lãnh thổ của mình. Tuy nhiên Liên minh châu Âu đã thông qua báo cáo vào ngày 14 tháng 2 năm 2007 với đa số phiếu tại nghị viện châu Âu (382 phiếu thuận, 256 phiếu chống và 74 phiếu trắng) khẳng định rằng CIA đã tổ chức 1.245 chuyến bay và nó có thể kết hợp với các bằng chứng cùng các nghi ngờ rằng một số trung tâm giam giữ có thể nằm ở Ba Lan và România.
Việc giam giữ tù nhân tại các nhà tù bí mật này là bất hợp pháp ở Hoa Kỳ, nên CIA thực hiện điều đó ở nước ngoài. Việc giam giữ nói trên của CIA cũng bị coi là bất hợp pháp căn cứ vào luật của một số nước có nhà tù bí mật của CIA, nơi người bị giam giữ có quyền có luật sự hoặc tự bào chữa. Các nước nơi CIA đặt nhà tù bí mật đều đã ký Công ước Liên hiệp quốc về việc chống tra tấn, đối xử dã man, vô nhân đạo, hèn hạ hoặc trừng phạt và Hoa Kỳ cũng đã ký. Tuy nhiên nhân viên thẩm vấn của CIA tại các nhà tù nói trên được phép dùng các phương pháp thẩm vấn "tiên tiến", trong đó có một số biện pháp vi phạm Công ước Liên hiệp quốc và luật pháp Hoa Kỳ.